# Pavel Kadeřábek
Pavel Kadeřábek (Praga, 25 aprile 1992) è un calciatore ceco, difensore e centrocampista dello Sparta Praga.

## Carriera

### Club

#### Sparta Praga
Gioca nella seconda squadra attualmente in Druhá Liga lo Sparta Praga B. Esordisce il 6 marzo 2010 con lo Sparta Praga B nella partita contro il Fotbal Třinec 0-0, subentrando a Zdeněk Folprecht al 77'. Esordisce in Champions League il 25 agosto 2010 nella Fase a Spareggi contro lo Žilina conclusasi 1-0 giocando per mezz'ora. Esordisce in Europa League il 16 settembre 2010 nella sfida contro il Palermo finita sul 3-2 per i granata dove entra nei minuti di recupero.

#### Viktoria Žižkov
Dopo aver collezionato 23 partite nella seconda formazione dello Sparta Praga, Kadeřábek viene ceduto in prestito al Viktoria Žižkov. Esordisce con la nuova squadra il 21 agosto 2011 nella quarta giornata di campionato contro il Mladá Boleslav subentrando negli ultimi minuti di gioco (2-0). Viene schierato per la prima partita da titolare nella sfida del 18 settembre contro il Teplice (0-1).

#### Hoffenheim
Viene ceduto alla squadra tedesca il 16 giugno 2015, giorno precedente alla prima partita del Campionato europeo di calcio Under-21 2015. Il primo gol in Bundesliga con la maglia azzurrabianca arriva il 21 aprile 2018, siglando il momentaneo 3 a 0 nella partita vinta 5-2 contro il RB Lipsia.
Ritorno allo Sparta Praga
Il 30 giugno 2025 viene annunciato il suo ritorno allo Sparta Praga.

### Nazionale
Comincia a giocare con discreta continuità nell'Under-17 e in seguito nell'Under 19 della Rep. Ceca. Esordisce in Under-17 contro la Georgia nella sfida vinta 3-2.
Segna il primo goal del Campionato europeo di calcio Under-21 2015 giocato nella sua nazione nella gara inaugurale contro la selezione danese al 35' minuto della prima metà di gara.
La prima partita in nazionale maggiore arriva il 21 maggio 2014, quando gioca da titolare per tutti i 90 minuti l'amichevole contro la Finlandia ad Helsinki finita 2-2 
Il primo gol arriva il 16 novembre dello stesso anno a Plzeň, nella gara contro l'Islanda finita 2-1 valida per le qualificazioni ad Euro 2016.
Viene convocato per gli Europei 2016 in Francia.
Dopo avere partecipato anche a Euro 2020, il 10 marzo 2022 annuncia il proprio ritiro dalla nazionale per motivi di salute. Complessivamente ha collezionato 48 presenze e 3 reti con la selezione ceca.

## Statistiche

### Presenze e reti nei club
Statistiche aggiornate al 3 maggio 2016.
| Stagione            | Squadra             | Campionato          | Campionato | Campionato | Coppe nazionali | Coppe nazionali | Coppe nazionali | Coppe continentali | Coppe continentali | Coppe continentali | Altre coppe | Altre coppe | Altre coppe | Totale | Totale |
| Stagione            | Squadra             | Comp                | Pres       | Reti       | Comp            | Pres            | Reti            | Comp               | Pres               | Reti               | Comp        | Pres        | Reti        | Pres   | Reti   |
| ------------------- | ------------------- | ------------------- | ---------- | ---------- | --------------- | --------------- | --------------- | ------------------ | ------------------ | ------------------ | ----------- | ----------- | ----------- | ------ | ------ |
| 2010-2011           | Sparta Praga        | 1L                  | -          | -          | -               | -               | -               | UCL                | 1                  | 0                  | -           | -           | -           | 1      | 0      |
| lug. 2011           | Sparta Praga        | 1L                  | -          | -          | -               | -               | -               | -                  | -                  | -                  | -           | -           | -           | -      | -      |
| ago.-dic. 2011      | Viktoria Zizkov     | 1L                  | 11         | 0          | -               | -               | -               | -                  | -                  | -                  | -           | -           | -           | 11     | 0      |
| gen.-mag. 2012      | Sparta Praga        | 1L                  | 2          | 0          | -               | -               | -               | -                  | -                  | -                  | -           | -           | -           | 2      | 0      |
| 2012-2013           | Sparta Praga        | 1L                  | 19         | 2          | -               | -               | -               | UEL                | 2+7                | 0+0                | -           | -           | -           | 28     | 2      |
| 2013-2014           | Sparta Praga        | 1L                  | 30         | 5          | -               | -               | -               | UEL                | 2                  | 0                  | -           | -           | -           | 32     | 5      |
| 2014-2015           | Sparta Praga        | 1L                  | 25         | 4          | -               | -               | -               | UCL+UEL            | 4+8                | 0+0                | -           | -           | -           | 37     | 4      |
| Totale Sparta Praga | Totale Sparta Praga | Totale Sparta Praga | 76         | 11         |                 |                 |                 |                    | 24                 | 0                  |             |             |             | 100    | 11     |
| 2015-2016           | Hoffenheim          | BL                  | 28         | 0          | CG              | 1               | 0               | -                  | -                  | -                  | -           | -           | -           | 29     | 0      |
| 2016-2017           | Hoffenheim          | BL                  | 23         | 0          | CG              | 1               | 0               | -                  | -                  | -                  | -           | -           | -           | 24     | 0      |
| 2017-2018           | Hoffenheim          | BL                  | 28         | 2          | CG              | 1               | 0               | UCL+UEL            | 2+3                | 0+1                | -           | -           | -           | 34     | 3      |
| 2018-2019           | Hoffenheim          | BL                  | 29         | 3          | CG              | 1               | 1               | UCL                | 6                  | 1                  | -           | -           | -           | 36     | 5      |
| 2019-2020           | Hoffenheim          | BL                  | 30         | 2          | CG              | 3               | 1               | -                  | -                  | -                  | -           | -           | -           | 33     | 3      |
| 2020-2021           | Hoffenheim          | BL                  | 20         | 0          | CG              | 1               | 0               | UEL                | 2                  | 0                  | -           | -           | -           | 23     | 0      |
| Totale Hoffenheim   | Totale Hoffenheim   | Totale Hoffenheim   | 158        | 7          |                 | 8               | 2               |                    | 13                 | 2                  |             |             |             | 179    | 11     |
| Totale carriera     | Totale carriera     | Totale carriera     | 245        | 18         |                 | 8               | 2               |                    | 37                 | 2                  |             | -           | -           | 290    | 22     |

### Cronologia presenze e reti in nazionale
| Cronologia completa delle presenze e delle reti in nazionale ― Rep. Ceca | Cronologia completa delle presenze e delle reti in nazionale ― Rep. Ceca | Cronologia completa delle presenze e delle reti in nazionale ― Rep. Ceca | Cronologia completa delle presenze e delle reti in nazionale ― Rep. Ceca | Cronologia completa delle presenze e delle reti in nazionale ― Rep. Ceca | Cronologia completa delle presenze e delle reti in nazionale ― Rep. Ceca | Cronologia completa delle presenze e delle reti in nazionale ― Rep. Ceca | Cronologia completa delle presenze e delle reti in nazionale ― Rep. Ceca |
| Data                                                                     | Città                                                                    | In casa                                                                  | Risultato                                                                | Ospiti                                                                   | Competizione                                                             | Reti                                                                     | Note                                                                     |
| ------------------------------------------------------------------------ | ------------------------------------------------------------------------ | ------------------------------------------------------------------------ | ------------------------------------------------------------------------ | ------------------------------------------------------------------------ | ------------------------------------------------------------------------ | ------------------------------------------------------------------------ | ------------------------------------------------------------------------ |
| 21-5-2014                                                                | Helsinki                                                                 | Finlandia                                                                | 2 – 2                                                                    | Rep. Ceca                                                                | Amichevole                                                               | -                                                                        |                                                                          |
| 3-6-2014                                                                 | Olomouc                                                                  | Rep. Ceca                                                                | 1 – 2                                                                    | Austria                                                                  | Amichevole                                                               | -                                                                        |                                                                          |
| 3-9-2014                                                                 | Praga                                                                    | Rep. Ceca                                                                | 0 – 1                                                                    | Stati Uniti                                                              | Amichevole                                                               | -                                                                        | 46’                                                                      |
| 9-9-2014                                                                 | Praga                                                                    | Rep. Ceca                                                                | 2 – 1                                                                    | Paesi Bassi                                                              | Qual. Euro 2016                                                          | -                                                                        |                                                                          |
| 10-10-2014                                                               | Istanbul                                                                 | Turchia                                                                  | 1 – 2                                                                    | Rep. Ceca                                                                | Qual. Euro 2016                                                          | -                                                                        |                                                                          |
| 13-10-2014                                                               | Astana                                                                   | Kazakistan                                                               | 2 – 4                                                                    | Rep. Ceca                                                                | Qual. Euro 2016                                                          | -                                                                        |                                                                          |
| 16-11-2014                                                               | Plzeň                                                                    | Rep. Ceca                                                                | 2 – 1                                                                    | Islanda                                                                  | Qual. Euro 2016                                                          | 1                                                                        |                                                                          |
| 12-6-2015                                                                | Reykjavík                                                                | Islanda                                                                  | 2 – 1                                                                    | Rep. Ceca                                                                | Qual. Euro 2016                                                          | -                                                                        |                                                                          |
| 3-9-2015                                                                 | Plzeň                                                                    | Rep. Ceca                                                                | 2 – 1                                                                    | Kazakistan                                                               | Qual. Euro 2016                                                          | -                                                                        |                                                                          |
| 6-9-2015                                                                 | Riga                                                                     | Lettonia                                                                 | 1 – 2                                                                    | Rep. Ceca                                                                | Qual. Euro 2016                                                          | -                                                                        |                                                                          |
| 10-10-2015                                                               | Praga                                                                    | Rep. Ceca                                                                | 0 – 2                                                                    | Turchia                                                                  | Qual. Euro 2016                                                          | -                                                                        |                                                                          |
| 13-10-2015                                                               | Amsterdam                                                                | Paesi Bassi                                                              | 2 – 3                                                                    | Rep. Ceca                                                                | Qual. Euro 2016                                                          | 1                                                                        |                                                                          |
| 13-11-2015                                                               | Mladá Boleslav                                                           | Rep. Ceca                                                                | 4 – 1                                                                    | Serbia                                                                   | Amichevole                                                               | -                                                                        |                                                                          |
| 17-11-2015                                                               | Breslavia                                                                | Polonia                                                                  | 3 – 1                                                                    | Rep. Ceca                                                                | Amichevole                                                               | -                                                                        | 76’                                                                      |
| 24-3-2016                                                                | Praga                                                                    | Rep. Ceca                                                                | 0 – 1                                                                    | Scozia                                                                   | Amichevole                                                               | -                                                                        |                                                                          |
| 27-5-2016                                                                | Kufstein                                                                 | Rep. Ceca                                                                | 6 – 0                                                                    | Malta                                                                    | Amichevole                                                               | -                                                                        | 66’                                                                      |
| 1-6-2016                                                                 | Innsbruck                                                                | Rep. Ceca                                                                | 2 – 1                                                                    | Russia                                                                   | Amichevole                                                               | -                                                                        | 64’                                                                      |
| 5-6-2016                                                                 | Praga                                                                    | Rep. Ceca                                                                | 1 – 2                                                                    | Corea del Sud                                                            | Amichevole                                                               | -                                                                        | 46’                                                                      |
| 13-6-2016                                                                | Tolosa                                                                   | Spagna                                                                   | 1 – 0                                                                    | Rep. Ceca                                                                | Euro 2016 - 1º turno                                                     | -                                                                        |                                                                          |
| 17-6-2016                                                                | Saint-Étienne                                                            | Rep. Ceca                                                                | 2 – 2                                                                    | Croazia                                                                  | Euro 2016 - 1º turno                                                     | -                                                                        |                                                                          |
| 21-6-2016                                                                | Lens                                                                     | Rep. Ceca                                                                | 0 – 2                                                                    | Turchia                                                                  | Euro 2016 - 1º turno                                                     | -                                                                        |                                                                          |
| 31-8-2016                                                                | Mladá Boleslav                                                           | Rep. Ceca                                                                | 3 – 0                                                                    | Armenia                                                                  | Amichevole                                                               | -                                                                        | 46’                                                                      |
| 4-9-2016                                                                 | Praga                                                                    | Rep. Ceca                                                                | 0 – 0                                                                    | Irlanda del Nord                                                         | Qual. Mondiali 2018                                                      | -                                                                        |                                                                          |
| 8-10-2016                                                                | Amburgo                                                                  | Germania                                                                 | 3 – 0                                                                    | Rep. Ceca                                                                | Qual. Mondiali 2018                                                      | -                                                                        | 19’                                                                      |
| 11-11-2016                                                               | Praga                                                                    | Rep. Ceca                                                                | 2 – 1                                                                    | Norvegia                                                                 | Amichevole                                                               | -                                                                        |                                                                          |
| 15-11-2016                                                               | Mladá Boleslav                                                           | Rep. Ceca                                                                | 1 – 1                                                                    | Danimarca                                                                | Amichevole                                                               | -                                                                        | 66’                                                                      |
| 5-6-2017                                                                 | Bruxelles                                                                | Belgio                                                                   | 2 – 1                                                                    | Rep. Ceca                                                                | Amichevole                                                               | -                                                                        | 46’                                                                      |
| 10-6-2017                                                                | Oslo                                                                     | Norvegia                                                                 | 1 – 1                                                                    | Rep. Ceca                                                                | Qual. Mondiali 2018                                                      | -                                                                        |                                                                          |
| 5-10-2017                                                                | Baku                                                                     | Azerbaigian                                                              | 1 – 2                                                                    | Rep. Ceca                                                                | Qual. Mondiali 2018                                                      | -                                                                        |                                                                          |
| 8-10-2017                                                                | Plzeň                                                                    | Rep. Ceca                                                                | 5 – 0                                                                    | San Marino                                                               | Qual. Mondiali 2018                                                      | -                                                                        |                                                                          |
| 23-3-2018                                                                | Nanning                                                                  | Uruguay                                                                  | 2 – 0                                                                    | Rep. Ceca                                                                | Amichevole                                                               | -                                                                        |                                                                          |
| 26-3-2018                                                                | Nanning                                                                  | Cina                                                                     | 1 – 4                                                                    | Rep. Ceca                                                                | Amichevole                                                               | 1                                                                        | 46’                                                                      |
| 6-9-2018                                                                 | Uherské Hradiště                                                         | Rep. Ceca                                                                | 1 – 2                                                                    | Ucraina                                                                  | UEFA Nations League 2018-2019 - 1º turno                                 | -                                                                        |                                                                          |
| 13-10-2018                                                               | Trnava                                                                   | Slovacchia                                                               | 1 – 2                                                                    | Rep. Ceca                                                                | UEFA Nations League 2018-2019 - 1º turno                                 | -                                                                        | 69’                                                                      |
| 15-11-2018                                                               | Danzica                                                                  | Polonia                                                                  | 0 – 1                                                                    | Rep. Ceca                                                                | Amichevole                                                               | -                                                                        |                                                                          |
| 19-11-2018                                                               | Praga                                                                    | Rep. Ceca                                                                | 1 – 0                                                                    | Slovacchia                                                               | UEFA Nations League 2018-2019 - 1º turno                                 | -                                                                        |                                                                          |
| 22-3-2019                                                                | Londra                                                                   | Inghilterra                                                              | 5 – 0                                                                    | Rep. Ceca                                                                | Qual. Euro 2020                                                          | -                                                                        | 45+1’                                                                    |
| 7-6-2019                                                                 | Praga                                                                    | Rep. Ceca                                                                | 2 – 1                                                                    | Bulgaria                                                                 | Qual. Euro 2020                                                          | -                                                                        | 13’                                                                      |
| 10-6-2019                                                                | Olomouc                                                                  | Rep. Ceca                                                                | 3 – 0                                                                    | Montenegro                                                               | Qual. Euro 2020                                                          | -                                                                        |                                                                          |
| 7-9-2019                                                                 | Pristina                                                                 | Kosovo                                                                   | 2 – 1                                                                    | Rep. Ceca                                                                | Qual. Euro 2020                                                          | -                                                                        |                                                                          |
| 14-11-2019                                                               | Plzeň                                                                    | Rep. Ceca                                                                | 2 – 1                                                                    | Kosovo                                                                   | Qual. Euro 2020                                                          | -                                                                        | 90+1’                                                                    |
| 17-11-2019                                                               | Sofia                                                                    | Bulgaria                                                                 | 1 – 0                                                                    | Rep. Ceca                                                                | Qual. Euro 2020                                                          | -                                                                        |                                                                          |
| 7-10-2020                                                                | Larnaca                                                                  | Cipro                                                                    | 1 – 2                                                                    | Rep. Ceca                                                                | Amichevole                                                               | -                                                                        |                                                                          |
| 11-10-2020                                                               | Haifa                                                                    | Israele                                                                  | 1 – 2                                                                    | Rep. Ceca                                                                | UEFA Nations League 2020-2021 - 1º turno                                 | -                                                                        | 68’                                                                      |
| 14-10-2020                                                               | Glasgow                                                                  | Scozia                                                                   | 1 – 0                                                                    | Rep. Ceca                                                                | UEFA Nations League 2020-2021 - 1º turno                                 | -                                                                        | 77’                                                                      |
| 24-3-2021                                                                | Lublino                                                                  | Estonia                                                                  | 2 – 6                                                                    | Rep. Ceca                                                                | Qual. Mondiali 2022                                                      | -                                                                        |                                                                          |
| 30-3-2021                                                                | Cardiff                                                                  | Galles                                                                   | 1 – 0                                                                    | Rep. Ceca                                                                | Qual. Mondiali 2022                                                      | -                                                                        | 82’                                                                      |
| 27-6-2021                                                                | Budapest                                                                 | Paesi Bassi                                                              | 0 – 2                                                                    | Rep. Ceca                                                                | Euro 2020 - Ottavi di finale                                             | -                                                                        |                                                                          |
| Totale                                                                   |                                                                          | Presenze                                                                 | 48                                                                       |                                                                          | Reti                                                                     | 3                                                                        |                                                                          |